# Reserva Biológica União

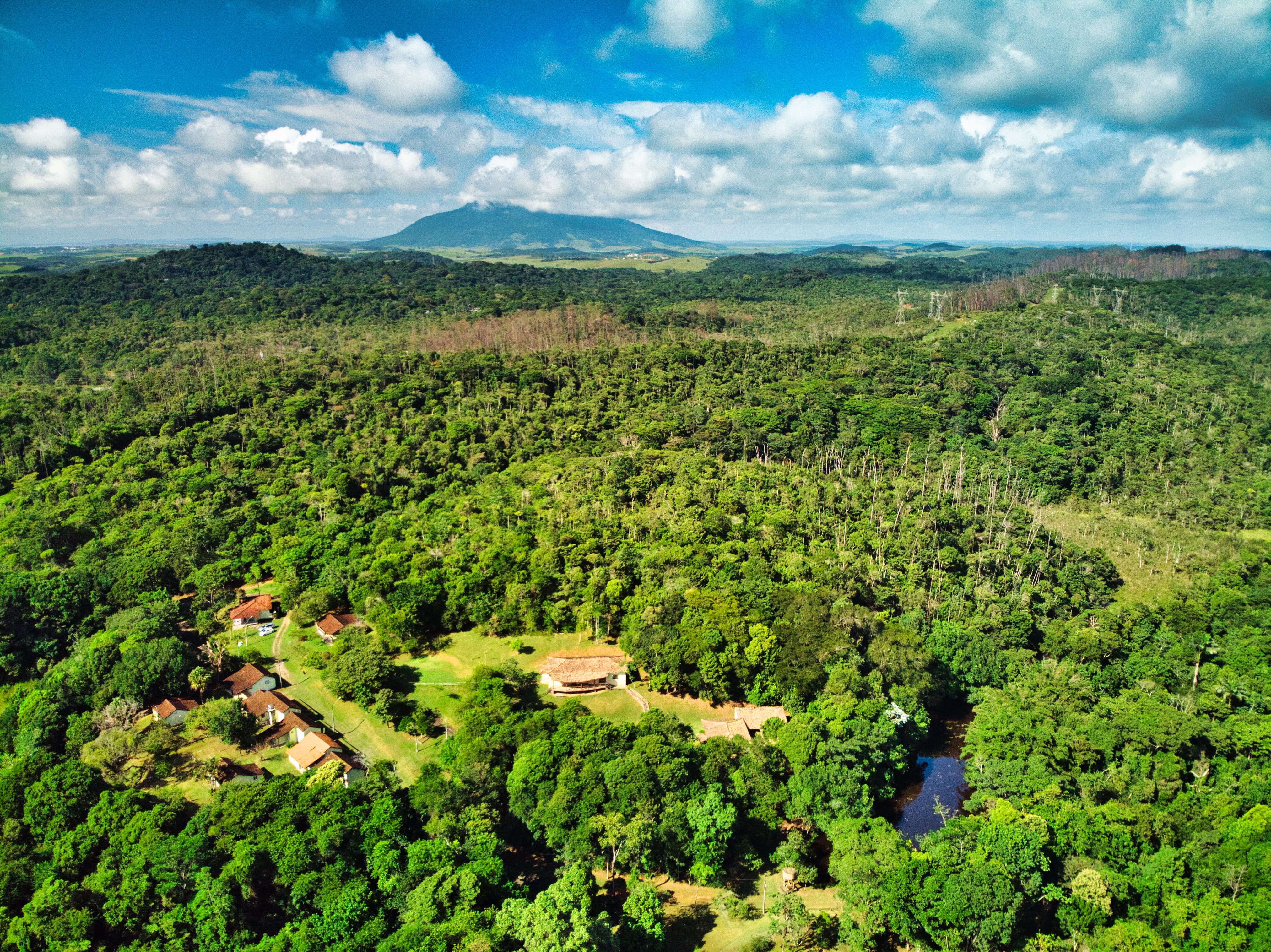
Vista da Reserva Biológica União no estado do Rio de Janeiro, Brasil. Esta imagem mostra acomodações construídas dentro da reserva para cientistas que vêm para trabalho de campo.

A Reserva Biológica União (Rebio União) preserva um importante fragmento de Mata Atlântica de baixada do estado do Rio de Janeiro e é uma das moradas do endêmico e ameaçado mico-leão-dourado, primata símbolo da conservação da natureza no Brasil. Administrada pelo Instituto Chico Mendes de Conservação da Biodiversidade – ICMBio, a Unidade de Conservação tem como objetivo: “assegurar a proteção e recuperação de remanescente da floresta atlântica e formações associadas, e da fauna típica, que delas depende, em especial o mico-leão-dourado”. Com área de 7.756,76 ha a Reserva Biológica União abrange terras dos municípios de Rio das Ostras, Casimiro de Abreu e Macaé, e está distante cerca de 150 km da cidade do Rio de Janeiro.